# Feliks Iwicki
Feliks Iwicki, właśc. Feliks Paprzyca-Iwicki (ur. 22 sierpnia 1900 w Brzozówce, zm. 24 stycznia 1984 w Kazimierzy Wielkiej) – lekarz, żołnierz, sportowiec, społecznik.

## Życiorys
Syn Bolesława Iwickiego i Barbary z Bogatków. Absolwent Gimnazjum im. św. Stanisława Kostki w Warszawie (margrabiego Wielopolskiego). Jako uczeń brał udział w rozbrajaniu Niemców w Warszawie. Uczestnik wojny polsko-bolszewickiej. Absolwent wydziału Medycznego Uniwersytetu Warszawskiego w 1926. Doktor medycyny. Współzałożyciel klubu sportowego Skra Warszawa.
Po asystenturze w Warszawie i uzyskaniu specjalizacji internistycznej lekarz w Łodzi. Zmobilizowany w sierpniu 1939 jako lekarz wojskowy skierowany na front wschodni. W stopniu podporucznika rezerwy dostał się do niewoli radzieckiej, z której uciekł. Wypędzony przez Niemców z Łodzi 13 grudnia 1939, zamieszkał w Międzygórzu powiat Staszów. Lekarz AK. Aresztowany przez NKWD w Sandomierzu w 1945 zwolniony za interwencją sowieckiego skoczka spadochronowego, któremu uratował życie. Po wojnie lekarz w Sieradzu, Końskich, Radomsku, Skierniewicach i w Warszawie.
Jego żoną była Sylwia ze Śniadowskich. Pozostawił dwoje dzieci.